# Laccobius fuscipunctatus
Laccobius fuscipunctatus är en skalbaggsart som beskrevs av Hilsenhoff 1995. Laccobius fuscipunctatus ingår i släktet Laccobius och familjen palpbaggar. Inga underarter finns listade i Catalogue of Life.